# Azteca constructor
Azteca constructor este o specie de furnică din genul  Azteca. Descrisă de Emery în 1896, specia este endemică în mai multe țări din America Centrală și America de Sud.